# Чжаодун
Чжаодун (кит. спр. 肇东市, піньїнь: Zhàodōng Shì) — місто-повіт в східнокитайській провінції Хейлунцзян, складова міста Суйхуа.

## Географія
Чжаодун розташовується на півдні префектури, лежить на річці Сунгарі.

### Клімат
Місто знаходиться у зоні, котра характеризується вологим континентальним кліматом зі спекотним літом. Найтепліший місяць — липень із середньою температурою 23.1 °C (73.6 °F). Найхолодніший місяць — січень, із середньою температурою -18.9 °С (-2 °F).
| Клімат Чжаодуна         | Клімат Чжаодуна | Клімат Чжаодуна | Клімат Чжаодуна | Клімат Чжаодуна | Клімат Чжаодуна | Клімат Чжаодуна | Клімат Чжаодуна | Клімат Чжаодуна | Клімат Чжаодуна | Клімат Чжаодуна | Клімат Чжаодуна | Клімат Чжаодуна | Клімат Чжаодуна |
| Показник                | Січ.            | Лют.            | Бер.            | Квіт.           | Трав.           | Черв.           | Лип.            | Серп.           | Вер.            | Жовт.           | Лист.           | Груд.           | Рік             |
| Середня температура, °C | −18,9           | −14,9           | −4,4            | 6,4             | 14,4            | 20,3            | 23,1            | 21,3            | 14,6            | 5,6             | −5,9            | −15,5           | 3,8             |
| Норма опадів, мм        | 1.9             | 3.1             | 6.9             | 18.1            | 32.4            | 71.8            | 146.5           | 102.4           | 53.9            | 18.5            | 5.6             | 3.2             | 464.3           |
| Днів з опадами          | 4,3             | 4,4             | 4,4             | 5,8             | 9,3             | 12,2            | 14,9            | 12,8            | 10,3            | 6,7             | 4,8             | 5,1             | 95              |
| Вологість повітря, %    | 71.6            | 67.4            | 55.8            | 48.5            | 49.2            | 63.4            | 76.8            | 77.8            | 69.5            | 61.3            | 66.5            | 70.9            | 64.9            |
| ----------------------- | --------------- | --------------- | --------------- | --------------- | --------------- | --------------- | --------------- | --------------- | --------------- | --------------- | --------------- | --------------- | --------------- |
| Джерело: Weatherbase    |                 |                 |                 |                 |                 |                 |                 |                 |                 |                 |                 |                 |                 |